# Attagenus fossor
Attagenus fossor es una especie de coleóptero de la familia Dermestidae.

## Distribución geográfica
Habita en Armenia y en Irán.